# 堀切駅
堀切駅（ほりきりえき）は、東京都足立区千住曙町にある、東武鉄道伊勢崎線の駅である。「東武スカイツリーライン」の愛称区間に含まれている。駅番号はTS 07。

## 年表
- 1902年（明治35年）4月1日：吾妻橋駅（現・とうきょうスカイツリー駅） - 北千住駅間開業と同時に開設[1][2]。当初は現在よりやや東側の旧線上にあった。
- 1905年（明治38年）7月15日：亀戸線の開業に伴い休止[3][2][4]。
- 1908年（明治41年）4月4日：廃止[5][2]。
- 1924年（大正13年）10月1日：荒川放水路掘削に伴う伊勢崎線ルート変更（1923年（大正12年）7月1日）に伴い、新線上の現在地へ移転し、営業再開[6][2]。
- 2012年（平成24年）
  - 3月17日：TS 07の駅ナンバリング導入[7]。
  - 9月27日：発車メロディ導入。

## 駅構造
相対式ホーム2面2線を有する地上駅。ホーム有効長10両編成分あるホームは曲線上にある。また、通過列車は75 km/hの速度制限を受ける。
改札は上下線別となっており、改札内に上下ホーム間連絡通路はなく、駅を挟んだ東西の移動は改札外の跨線橋（歩道橋・階段のみ）を経由する。改札内は上下ホーム共にスロープが設置されているが、上り改札口（東口）は都道449号が通る荒川の堤防下に位置しており、アクセスルートは階段のみとなる。
駅の直ぐ南側に旧綾瀬川隅田水門がある。

### のりば
| 番線 | 路線                   | 方向 | 行先                                                             |
| ---- | ---------------------- | ---- | ---------------------------------------------------------------- |
| 1    | 東武スカイツリーライン | 下り | 北千住・新越谷・東武動物公園・ 伊勢崎線 久喜・ 日光線 南栗橋方面 |
| 2    | 東武スカイツリーライン | 上り | 曳舟・とうきょうスカイツリー・浅草方面                           |

- 上記路線名は旅客案内上の名称（「東武スカイツリーライン」は愛称）で表記している。

## ダイヤ
2020年（令和2年）6月6日ダイヤ改正より、日中時間帯に当駅へ発着する列車は毎時6本全て浅草駅 - 北千住駅間シャトル列車であるため、それ以外の駅を利用する場合は曳舟駅・北千住駅などでの乗継が必要である。なお朝と夕方時間帯には、浅草駅 - 館林駅・東武動物公園駅・南栗橋駅などを発着する区間急行・区間準急も設定されている。

## 利用状況
2024年度（令和6年度）の1日平均乗降人員は4,217人である。東武スカイツリーライン愛称区間では最も利用客が少ない。
各年の1日平均乗降・乗車人員の推移は以下の通り。

### 昭和
| 年度               | 1日平均 乗車人員 | 出典     |
| ------------------ | ---------------- | -------- |
| 1974年（昭和49年） | 1,164            | [ * 2 ]  |
| 1975年（昭和50年） | 1,259            | [ * 3 ]  |
| 1976年（昭和51年） | 1,304            | [ * 4 ]  |
| 1977年（昭和52年） | 1,332            | [ * 5 ]  |
| 1978年（昭和53年） | 1,300            | [ * 6 ]  |
| 1979年（昭和54年） | 1,369            | [ * 7 ]  |
| 1980年（昭和55年） | 1,445            | [ * 8 ]  |
| 1981年（昭和56年） | 1,516            | [ * 9 ]  |
| 1982年（昭和57年） | 1,501            | [ * 10 ] |
| 1983年（昭和58年） | 1,539            | [ * 11 ] |
| 1984年（昭和59年） | 1,640            | [ * 12 ] |
| 1985年（昭和60年） | 1,675            | [ * 13 ] |
| 1986年（昭和61年） | 1,730            | [ * 14 ] |
| 1987年（昭和62年） | 1,722            | [ * 15 ] |
| 1988年（昭和63年） | 1,784            | [ * 16 ] |

### 平成
| 年度               | 1日平均 乗降人員 | 1日平均 乗車人員 | 出典     |
| ------------------ | ---------------- | ---------------- | -------- |
| 1990年（平成02年） |                  | 1,837            | [ * 18 ] |
| 1991年（平成03年） |                  | 1,664            | [ * 19 ] |
| 1992年（平成04年） |                  | 1,326            | [ * 20 ] |
| 1993年（平成05年） |                  | 1,277            | [ * 21 ] |
| 1994年（平成06年） |                  | 1,278            | [ * 22 ] |
| 1995年（平成07年） |                  | 1,284            | [ * 23 ] |
| 1996年（平成08年） |                  | 1,251            | [ * 24 ] |
| 1997年（平成09年） |                  | 1,291            | [ * 25 ] |
| 1998年（平成10年） | 2,747            | 1,394            | [ * 26 ] |
| 1999年（平成11年） | 2,763            | 1,403            | [ * 27 ] |
| 2000年（平成12年） | 2,746            | 1,400            | [ * 28 ] |
| 2001年（平成13年） | 2,682            | 1,391            | [ * 29 ] |
| 2002年（平成14年） | 2,585            | 1,334            | [ * 30 ] |
| 2003年（平成15年） | 2,590            | 1,330            | [ * 31 ] |
| 2004年（平成16年） | 2,584            | 1,326            | [ * 32 ] |
| 2005年（平成17年） | 2,441            | 1,242            | [ * 33 ] |
| 2006年（平成18年） | 2,719            | 1,378            | [ * 34 ] |
| 2007年（平成19年） | 2,876            | 1,457            | [ * 35 ] |
| 2008年（平成20年） | 3,161            | 1,601            | [ * 36 ] |
| 2009年（平成21年） | 3,377            | 1,703            | [ * 37 ] |
| 2010年（平成22年） | 3,722            | 1,879            | [ * 38 ] |
| 2011年（平成23年） | 3,760            | 1,888            | [ * 39 ] |
| 2012年（平成24年） | 3,831            | 1,915            | [ * 40 ] |
| 2013年（平成25年） | 3,956            | 1,976            | [ * 41 ] |
| 2014年（平成26年） | 3,991            | 1,993            | [ * 42 ] |
| 2015年（平成27年） | 4,202            | 2,095            | [ * 43 ] |
| 2016年（平成28年） | 4,278            | 2,144            | [ * 44 ] |
| 2017年（平成29年） | 4,406            | 2,208            | [ * 45 ] |
| 2018年（平成30年） | 4,469            | 2,245            | [ * 46 ] |

### 令和
| 年度               | 1日平均 乗降人員 | 1日平均 乗車人員 | 出典                |
| ------------------ | ---------------- | ---------------- | ------------------- |
| 2019年（令和元年） | 4,498            | 2,264            | [ 東武 3 ] [ * 47 ] |
| 2020年（令和02年） | 2,755            | 1,389            | [ 東武 4 ] [ * 48 ] |
| 2021年（令和03年） | 3,513            | 1,768            | [ 東武 5 ] [ * 49 ] |
| 2022年（令和04年） | 3,939            | 1,982            | [ 東武 6 ]          |
| 2023年（令和05年） | 4,041            | 2,032            | [ 東武 7 ]          |
| 2024年（令和06年） | 4,217            | 2,119            | [ 東武 1 ]          |

## 駅周辺

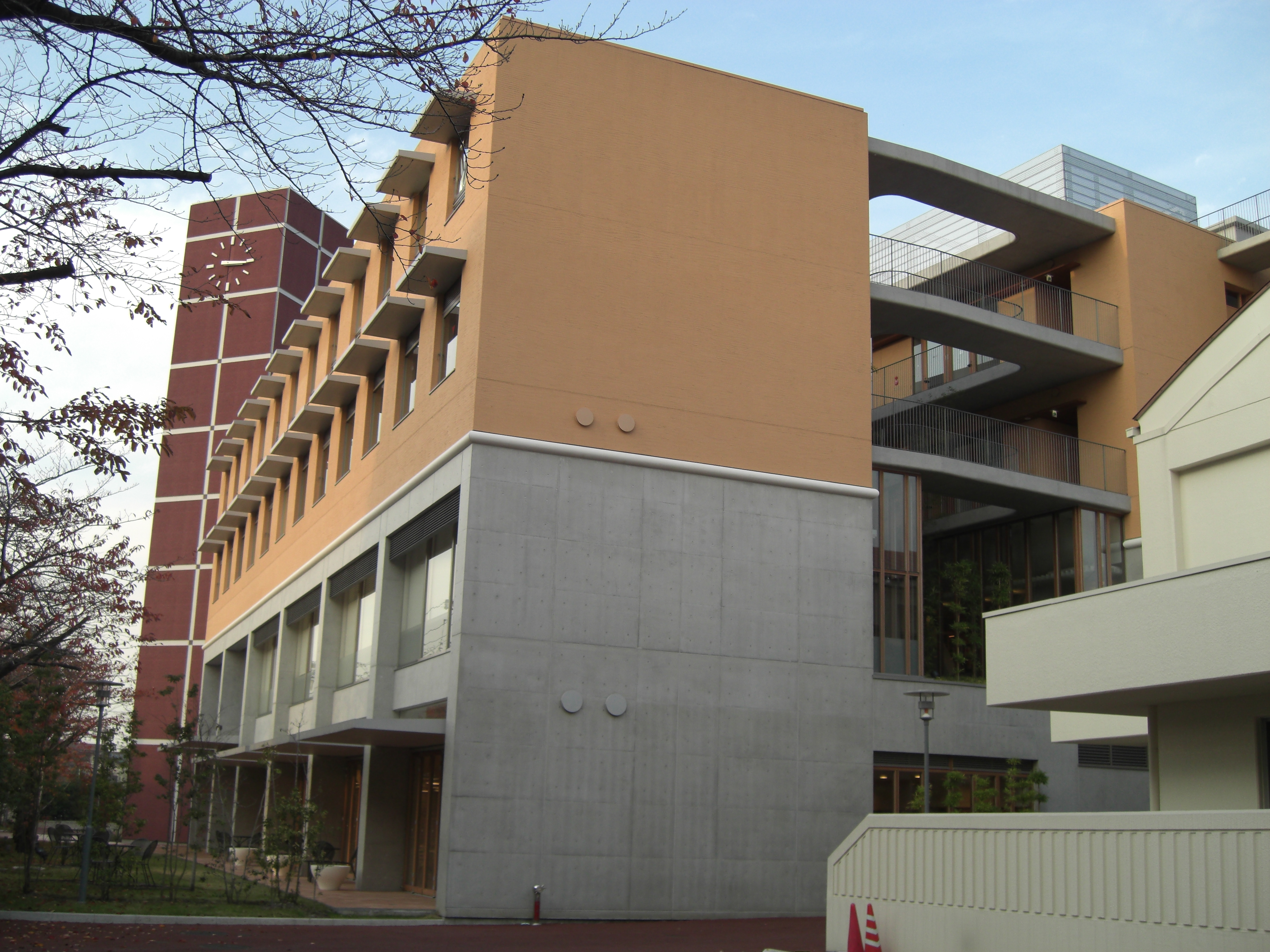
東京未来大学

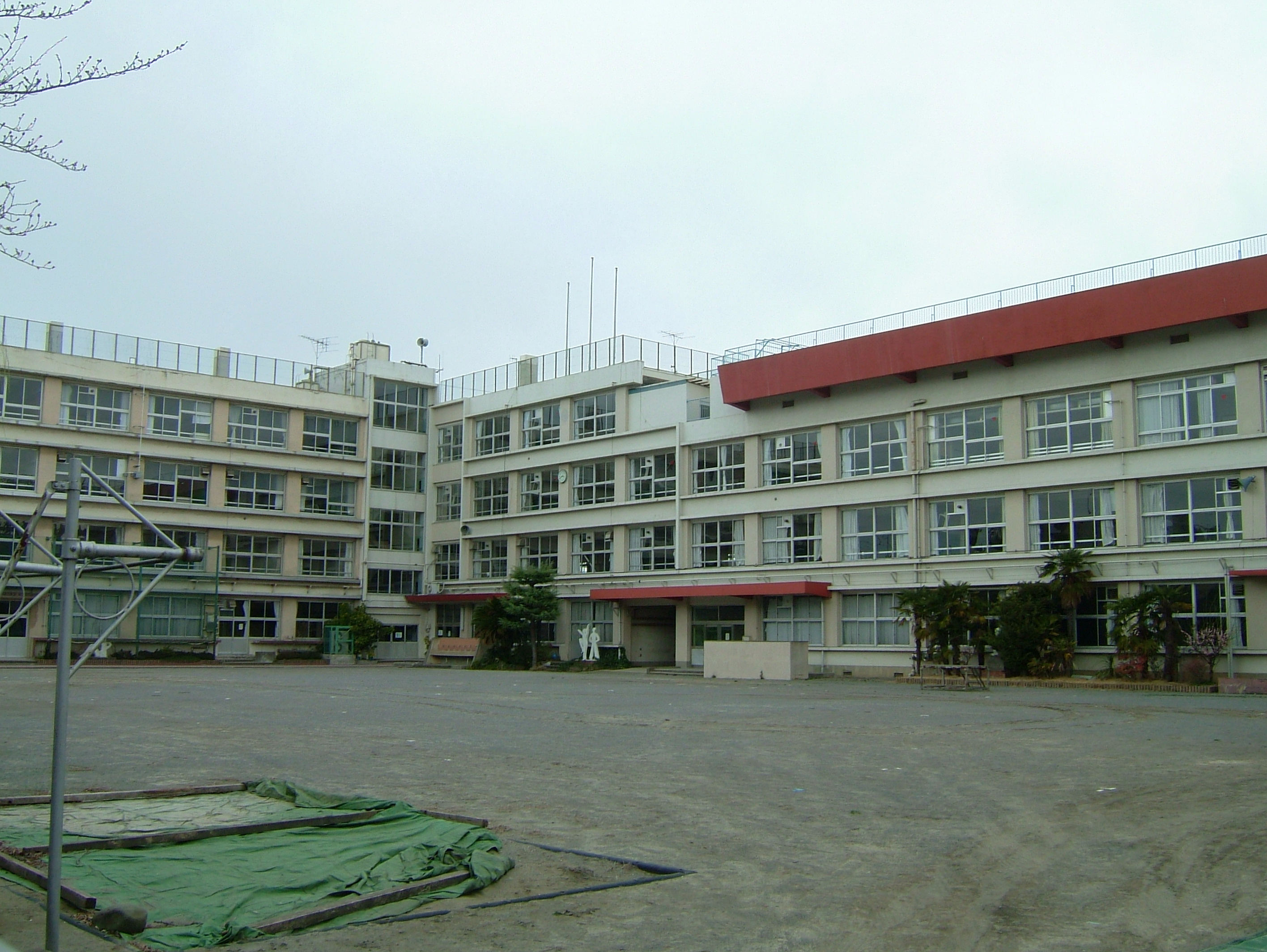
旧・足立区立第二中学校

駅名の「堀切」は、荒川放水路と綾瀬川を挟んだ対岸の葛飾区側の地名である。かつては地続きであったが、荒川放水路の掘削に伴い分断された。葛飾区堀切にある京成本線の堀切菖蒲園駅は、徒歩で20分程離れている。
駅のすぐ南側、首都高直下の旧綾瀬川を渡った先は墨田区の北端部にあたる。
周辺はテレビドラマ『3年B組金八先生』(TBS) などの桜中学シリーズや『親子ゲーム』(TBS)、『パパと呼ばないで』（日本テレビ）、映画『東京物語』『の・ようなもの』のロケ地でもある。
- 荒川放水路
- 堀切橋
- 隅田川
- 柳原病院
- 足立共済病院
- 首都高速6号向島線
- 堀切ジャンクション
- クラシエホールディングス本店
- 墨田区総合運動場（フクシ・エンタープライズ墨田フィールド）
- 東京未来大学：廃校となった足立区立第二中学校を再利用。

## 隣の駅
東武鉄道
 東武スカイツリーライン
■急行・■準急
通過
■区間急行・■区間準急・■普通
鐘ヶ淵駅（TS 06）- 堀切駅（TS 07） - 牛田駅（TS 08）